# Tina Chen
Tina Chen – amerykańska aktorka filmowa pochodzenia chińskiego.

## Filmografia
seriale
- 1972: Ulice San Francisco jako Juror
- 1984: Airwolf jako Faye

film
- 1970: Hawajczycy jako Nyuk Tsin
- 1975: Trzy dni Kondora jako Janice
- 2010: The Potential Wives of Norman Mao jako Pani Mao

## Nagrody i nominacje
Za rolę Nyuk Tsin w filmie Hawajczycy została nominowana do nagrody Złotego Globu.